# 小杉一笑
小杉 一笑（こすぎ いっしょう、1652年〈承応2年〉 - 1688年〈元禄元年〉）は、江戸時代前期の加賀国金沢の俳人。

## 来歴
一笑については、従来、現在の金沢市片町で葉茶屋を経営しており、通称を茶屋新七、俳号を一笑としたとされて来た。しかし、一笑の俗名を茶屋新七とするのは、文政（1818～1831）中期ころの成立と見られる『蕉門諸生全伝』が最も早く、それ以前には見られないとされる。そして、片町に住んだ茶屋新七というのは、一笑の死から100年ばかり後に一笑の末葉・二世であると称した二笑なる俳人の俗名等であり、従来言われて来た属性は、一笑の属性としては疑わしいという。
初め松永貞徳門の高瀬梅盛に学び、後に蕉風の句も詠んだ。加賀俳壇を担う逸材として頭角を現し、芭蕉の来訪を心待ちにしていたが、芭蕉が奥の細道紀行で金沢を訪れたのは一笑の没した翌年であり、芭蕉は一笑の追悼会でその死を悼み「つかも上付き文字うごけ我泣く声は秋の風」の句を詠んだ。

## 菩提寺
一笑の菩提寺は、大正年間に金沢の成学寺とされたが、昭和31年、郷土史家の殿田良作が過去帳を根拠として願念寺（金沢市野町）であるとした。願念寺には、「一笑塚」および、芭蕉が詠んだ「つかもうごけ…」の句碑が設けられている。
しかし、殿田が根拠とした過去帳は不完全なものであるとされる。そして、願念寺は浄土真宗の寺であるが、宝井其角の『雑談集』に見える、死の床にあった一笑による、亡父追善のため13巻の歌仙を巻き終えて死んだという並外れた自力回向、一笑追善集『西の雲』に載る僧の追悼句に詠まれた棚経、一笑その人による亡父追善句に詠まれた位牌が、それぞれ浄土真宗の宗旨と矛盾し、願念寺は菩提寺とは考えにくいという。
これに変わる試論として、一笑追善集『西の雲』に芭蕉・曽良に続いて載る僧2名のうちの1人の名が雲甫であり、芭蕉の金沢来訪時に同名の僧が属していたことや、加賀蕉門の句空の選集に卍山道白（芭蕉の金沢来訪時の大乗寺住持）の詩偈が見えることなどを根拠として、大乗寺の名が挙げられている。